# Хомустах (Мегіно-Кангаласький улус)
Хомустах (рос. Хомустах) — село у Мегіно-Кангалаському улусі Республіки Сахи Російської Федерації.
Населення становить 18 осіб. Орган місцевого самоврядування — Нерюктяїнський наслег.

## Історія
Згідно із законом від 30 листопада 2004 року органом місцевого самоврядування є Нерюктяїнський наслег.

## Населення
| 2002 | 2010 |
| ---- | ---- |
| 34   | ↘18  |